# عبد الله العريمي
عبد الله العريمي (مواليد 24 سبتمبر 1991) هو لاعب كرة قدم عماني مقيم في قطر كلاعب وسط في نادي الخور .

## مسيرة اللاعب
كانت بداياته مع نادي صور و لعب بعدها مع النادي العربي ونادي قطر ونادي الخور.

## روابط خارجية
- عبد الله العريمي على موقع قاعدة بيانات كرة القدم.إي يو (الإنجليزية)
- عبد الله العريمي على موقع Soccerway.com (الإنجليزية)